# Latarnia morska w Saint-Tropez
Latarnia morska w Saint-Tropez (fr. Phare de Saint-Tropez, Le Phare Rouge) – francuska latarnia morska w Saint-Tropez, w departamencie Var. 

## Opis
Latarnia została zlokalizowana na krańcu pirsu w Starym Porcie w Saint-Tropez. Wysokość obiektu wynosi 15 metrów. 
Pierwsza latarnia morska powstała na ówczesnym pirsie w 1866 i od barwy światła nazywana była czerwoną latarnią (phare rouge). Na przełomie XIX i XX wieku stała się inspiracją dla malarzy-postimpresjonistów, takich jak Paul Signac, którzy odwiedzali nadmorskie miasteczko, uwieczniając obiekt w swoich pracach.
W 1932 latarnia została zelektryfikowana. W 1944 została zniszczona przez wycofujące się wojska niemieckie w trakcie Operacji Dragoon. W latach 1952–1966 została odbudowana w uproszczonej formie betonowej wieży. Rozbudowa pirsu w 1967 wymusiła jednak konieczność zniszczenia budowli i wzniesienia drewnianego pylonu o wysokości 8 metrów. Tymczasowa w zamyśle konstrukcja przetrwała ponad 30 lat. 
Do budowy nowej latarni, wzorowanej na pierwszym obiekcie z XIX wieku, przystąpiono w 1999. Jej otwarcie nastąpiło 1 stycznia 2001. 

## Galeria

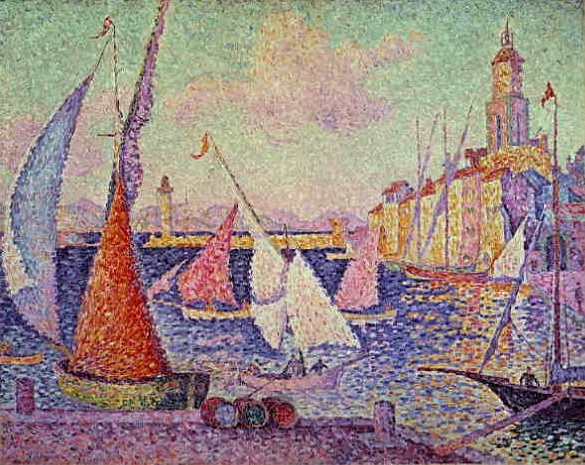
Saint-Tropez, le quai (1899), obraz Paula Signaca ze zbiorów Musée de l’Annonciade
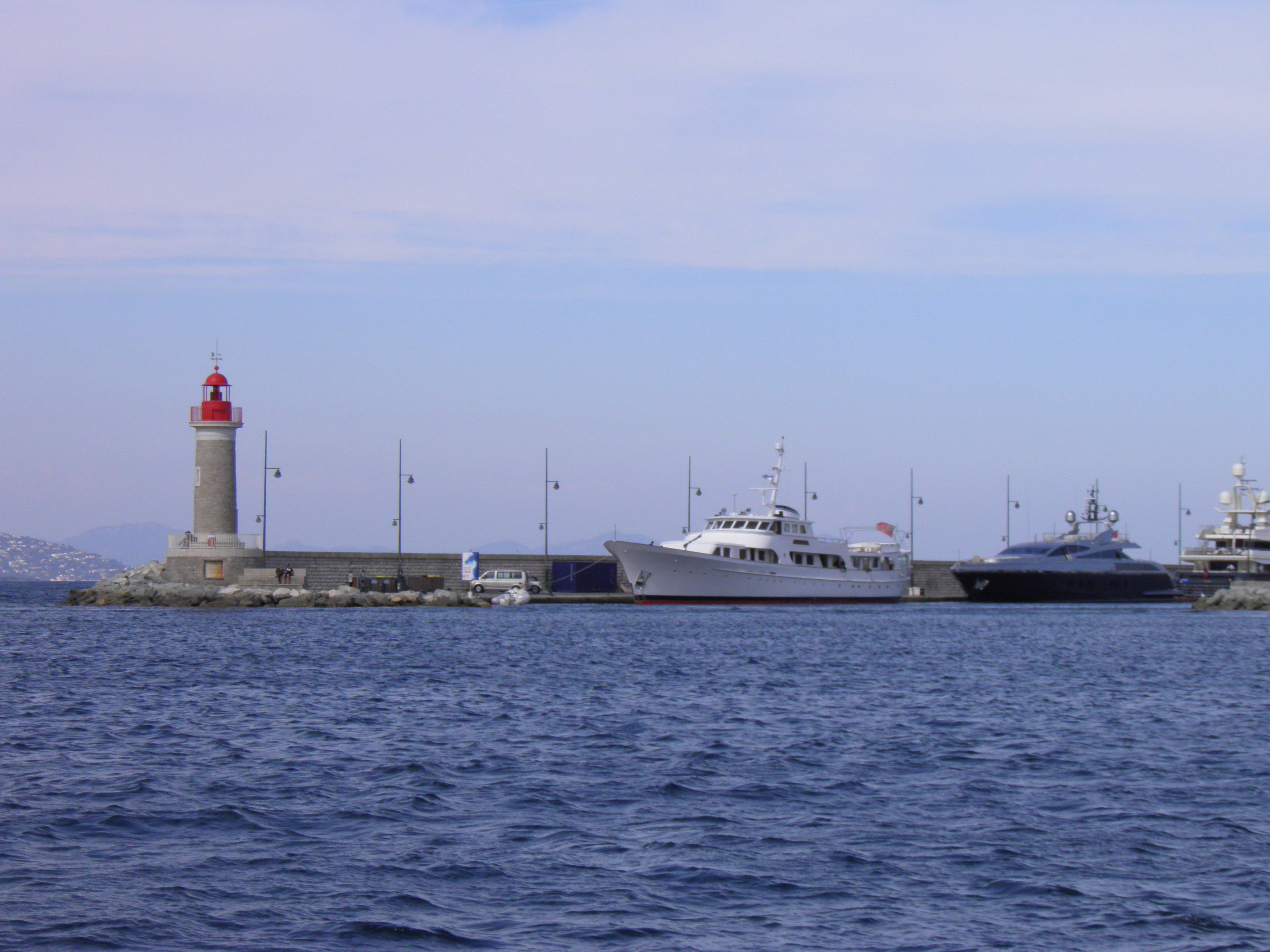
Latarnia morska
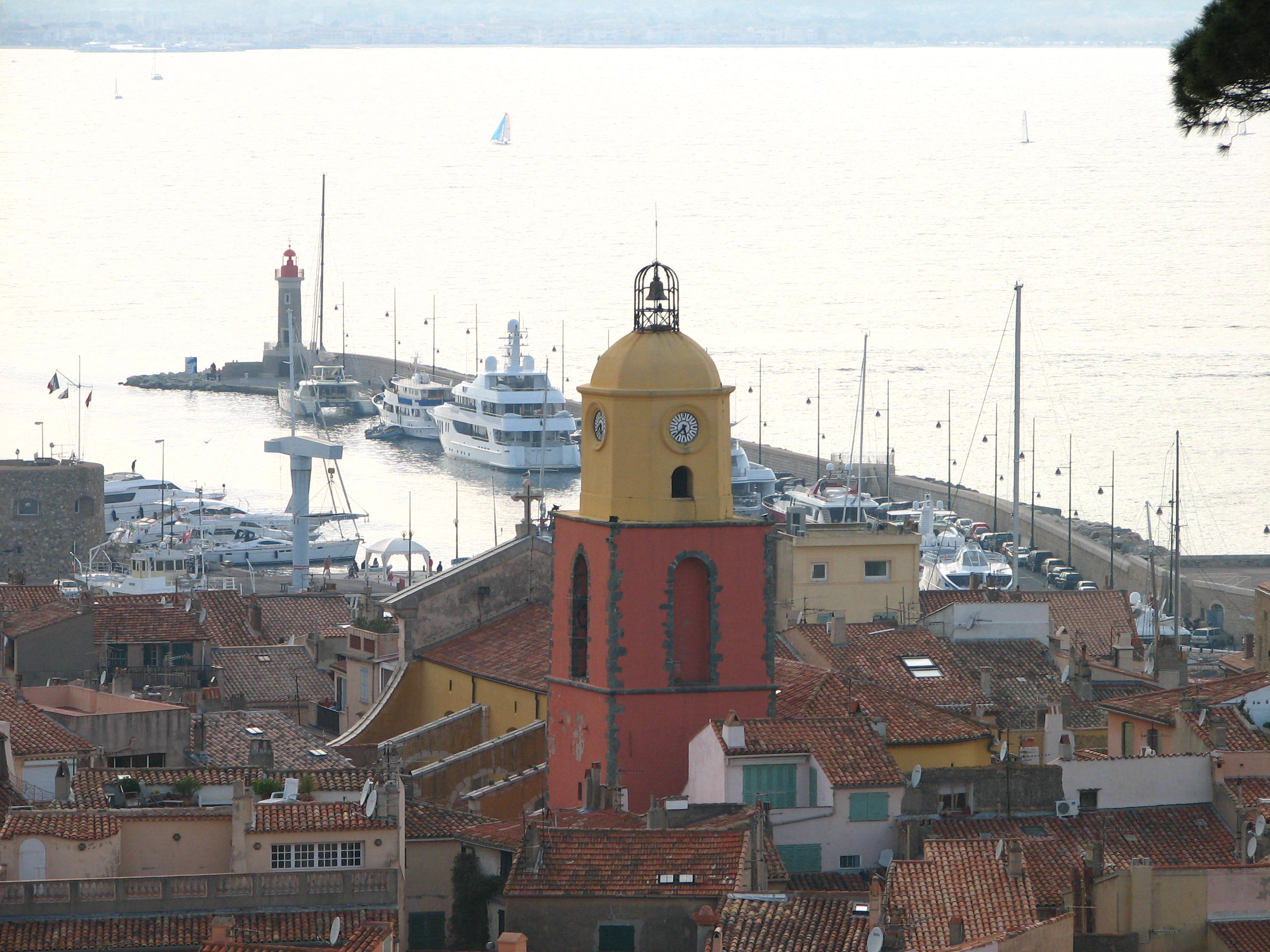
Panorama Saint-Tropez z latarnią w tle
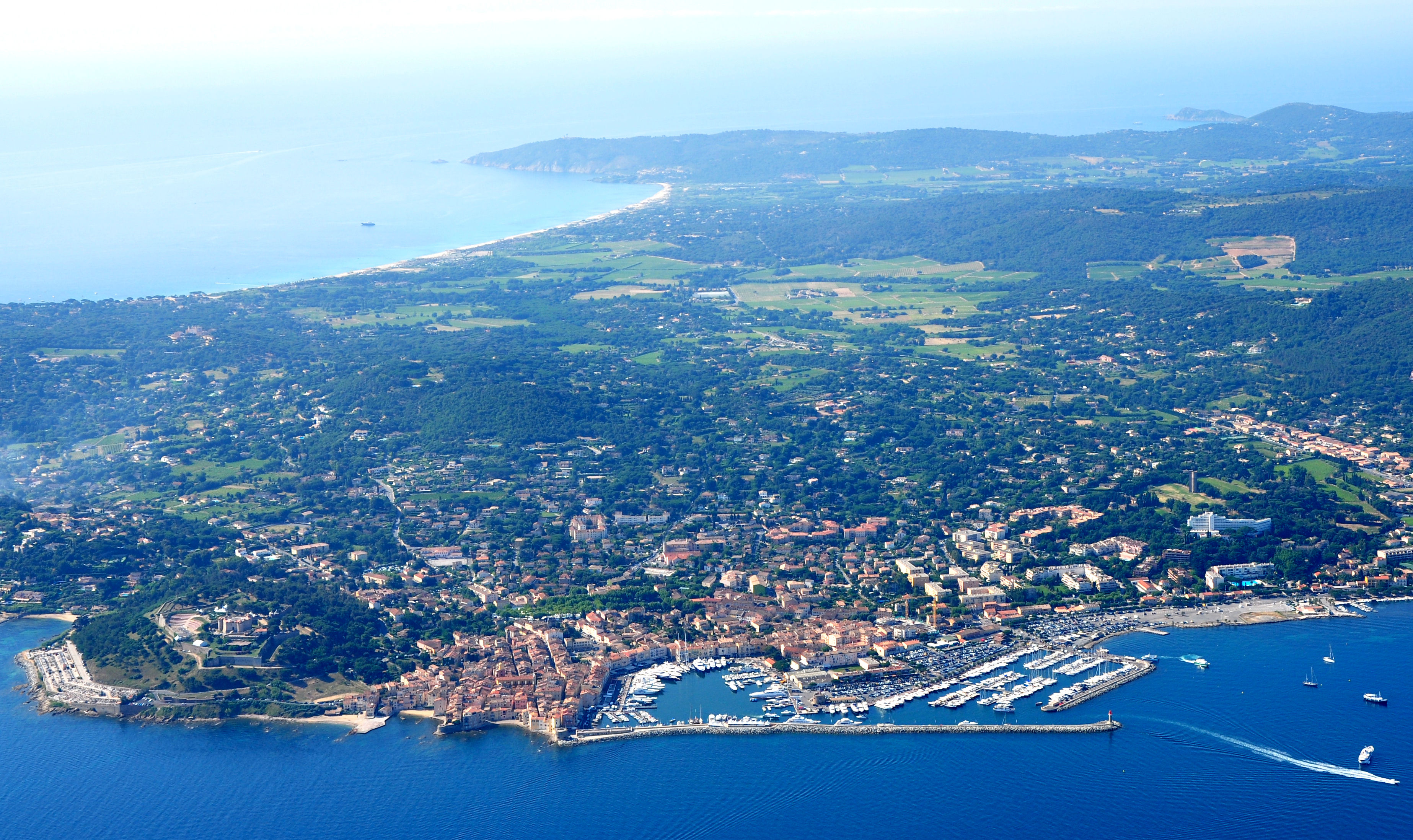
Widok lotniczy portu z latarnią na krańcu pirsu